# Шарки, Лоренс
Ло́ренс Луи Ша́рки (англ. Lawrence Louis Sharkey; 18 августа 1898—13 мая 1967, Сидней) — деятель австралийского и международного рабочего движения, политический и профсоюзный деятель, журналист. Генеральный секретарь Коммунистической партии Австралии (1948—1965).

## Биография
Родился в ирландской семье в Ворри Крик, Новый Южный Уэльс на ферме. В 14 лет бросил школу, батрачил.
После Первой мировой войны переехал в Сидней, работал на разных работах. Состоял в организации «Индустриальные рабочие мира». Стал активистом Сиднейского Федеративного профсоюза разнорабочих. В 1922 году — член Сиднейского совета профсоюзов.
В 1924 вступил в компартию Австралии. Выступал в защиту Коминтерна. С 1928 — член ЦК КП Австралии. В 1929 году Шарки был назначен редактором партийной газеты «Workers' Weekly». На протяжении 1930-х годов редактировал также коммунистическое издание «The Tribune».
С 1930 по 1948 — председатель ЦК компартии Австралии.
Неоднократно подвергался репрессиям.
Летом 1930 впервые посетил Советский Союз в качестве одного из представителей Австралии на 5-м Всемирном конгрессе Красного Интернационала Профсоюзов. На 7-м Всемирном конгрессе Коминтерна он был избран членом Исполнительного комитета Коммунистического Интернационала (ИККИ). В 1962 участвовал в работе XXII съезда КПСС.
Автор ряда публицистических статей и книги по истории Коммунистической партии Австралии «Australian Communist Party» (1942).
По причине болезни в 1965 покинул пост генсека партии, передав его Лори Ааронсу. Умер в Сиднее 13 мая 1967 от сердечного приступа. Его тело было кремировано.